# L'Industreet
 (août 2021).
 (août 2021).
L'Industreet est un centre de formation spécialisé dans la formation aux nouveaux métiers de l'industrie créé à l'initiative de TotalEnergies en 2018 et dirigé par Olivier Riboud. C'est une association loi de 1901 déclarée en 2019. Le campus de L'Industreet est situé à Stains, dans le département de la Seine-Saint-Denis et a ouvert ses portes fin 2020.

## Historique
En 2017, TotalEnergies a la volonté de créer un campus de formations aux nouveaux métiers de l'industrie pour répondre à la demande des jeunes en recherche d'emploi, mais aussi aux besoins du secteur industriel qui a environ 200 000 postes à pourvoir chaque année.
Le 19 novembre 2019, la première pierre de L’Industreet est posée à Stains en présence de la Ministre du Travail, Muriel Pénicaud et de Patrick Pouyanné, PDG de TotalEnergies.
En novembre 2020, le campus ouvre ses portes et accueille ses premiers apprenant(e)s.
Le 1er mars 2021, le Président de la République française, Emmanuel Macron inaugure L’Industreet en compagnie de Patrick Pouyanné,.

## Admission et inscription
L’Industreet est accessible avec ou sans diplôme, l'évaluation se fait uniquement sur la motivation. Les formations sont gratuites. L’inscription se fait à tout moment de l’année, en ligne, en trois étapes.

## Programme
Les formations s'adressent aux jeunes de 18 à 30 ans et durent entre 12 et 18 mois. L'offre de formation est répartie en 5 filières et 10 métiers : conducteur de ligne de production automatisée, technicien de maintenance, technicien en inspection de conformité, technicien en contrôle non destructif, technicien d’installation et de maintenance, technicien d’installation et de maintenance photovoltaïques, technicien BIM, technicien jumeau numérique, chef d’équipe multiservices robots assistés, technicien de maintenance multiservices robots assistés.

## Pédagogie
Les formations donnent accès à une certification professionnelle reconnue par le Ministère du Travail (France), de l'Emploi et de l'Insertion avec pour débouchées une proposition d’emploi, la poursuite d’études ou l’entrepreneuriat. L'enseignement, par projets, est à la fois théorique et pratique et fait appel aux compétences techniques et comportementales.

## Localisation
Le campus de L’Industreet est implanté à Stains, en Ile de France. Il est accessible en transports en commun avec le RER D et la ligne 11 du tramway d'Île-de-France. 